# Стивен Адамс
Стивен Фунаки Адамс (енгл. Steven Funaki Adams; Роторуа, 20. јул 1993) новозеландски је кошаркаш. Игра на позицији центра, а тренутно наступа за Хјустон рокетсе.
Након једне сезоне у Велингтон сејнтсима (с којима је постао првак и био је изабран за младог играча сезоне), Адамс је играо на универзитету Питсбург током 2012. и 2013. године. Тада је на НБА драфту изабран као 12. пик од стране Тандера.

## Успеси

### Појединачни
- Идеални тим новајлија НБА — друга постава: 2013/14.